# Campionati austriaci di sci alpino 1992
I Campionati austriaci di sci alpino 1992 si svolsero a Dienten am Hochkönig, Innerkrems e Wagrain; furono assegnati i titoli di discesa libera, supergigante, slalom gigante, slalom speciale e combinata, sia maschili sia femminili.

## Risultati

### Uomini

#### Discesa libera
| Pos. | Atleta          | Nazione |
| ---- | --------------- | ------- |
| 1    | Patrick Ortlieb | Austria |
| 2    | Hannes Trinkl   | Austria |
| 3    | Fritz Strobl    | Austria |

Località: Innerkrems

#### Supergigante
| Pos. | Atleta           | Nazione |
| ---- | ---------------- | ------- |
| 1    | Patrick Ortlieb  | Austria |
| 2    | Rainer Salzgeber | Austria |
| 3    | Hans Knauß       | Austria |

Località: Wagrain

#### Slalom gigante
| Pos. | Atleta               | Nazione |
| ---- | -------------------- | ------- |
| 1    | Christian Mayer      | Austria |
| 2    | Günther Mader        | Austria |
| 3    | Siegfried Voglreiter | Austria |

Località: Wagrain

#### Slalom speciale
| Pos. | Atleta               | Nazione |
| ---- | -------------------- | ------- |
| 1    | Thomas Stangassinger | Austria |
| 2    | Siegfried Voglreiter | Austria |
| 3    | Thomas Sykora        | Austria |

Località: Dienten am Hochkönig

#### Combinata
| Pos. | Atleta          | Nazione |
| ---- | --------------- | ------- |
| 1    | Christian Mayer | Austria |
| 2    | Hans Knauß      | Austria |
| 3    | Hannes Trinkl   | Austria |

Località: Dienten am Hochkönig, Innerkrems, Wagrain

Classifica stilata attraverso i piazzamenti ottenuti
in discesa libera, slalom gigante e slalom speciale

### Donne

#### Discesa libera
| Pos. | Atleta              | Nazione |
| ---- | ------------------- | ------- |
| 1    | Gabriele Papp       | Austria |
| 2    | Cornelia Meusburger | Austria |
| 3    | Stefanie Schuster   | Austria |

Località: Innerkrems

#### Supergigante
| Pos. | Atleta               | Nazione |
| ---- | -------------------- | ------- |
| 1    | Barbara Sadleder     | Austria |
| 2    | Sylvia Eder          | Austria |
| 3    | Michaela Dorfmeister | Austria |

Località: Wagrain

#### Slalom gigante
| Pos. | Atleta                | Nazione |
| ---- | --------------------- | ------- |
| 1    | Cornelia Meusburger   | Austria |
| 2    | Alexandra Meissnitzer | Austria |
| 3    | Karin Köllerer        | Austria |

Località: Wagrain

#### Slalom speciale
| Pos. | Atleta        | Nazione |
| ---- | ------------- | ------- |
| 1    | Karin Buder   | Austria |
| 2    | Ulrike Maier  | Austria |
| 3    | Brigitte Auer | Austria |

Località: Wagrain

#### Combinata
| Pos. | Atleta              | Nazione |
| ---- | ------------------- | ------- |
| 1    | Ulrike Maier        | Austria |
| 2    | Karin Köllerer      | Austria |
| 3    | Cornelia Meusburger | Austria |

Località: Innerkrems, Wagrain

Classifica stilata attraverso i piazzamenti ottenuti
in discesa libera, slalom gigante e slalom speciale